# مجزرة بارين
مجزرة بارينوتعرف أيضا باسم ثورة بارين
حدثت في رمضان 1410 ه

5 أبريل 1990 عندما أراد أهل قرية بارين في منطقة آقتو في جنوب كاشغر بناء مسجد جديد في قريتهم.

## أحداث المجزرة
بعد أن قرر الأهالي بناء المسجد في قريتهم اعترضتهم السلطات الشيوعية وبدأ الاشتباك فيما بينهم وقصفت القوات الصينية تلك القرية بالمدافع والطائرات ثم قاموا بإلقاء القنابل اليدوية على البيوت لإجبار النساء والأطفال على الخروج منها وذهب ضحيتها المئات حسب ناشطين مستقلين، بينما صرحت الحكومة الصينية أن القتلى أكثر من ستين مسلما، واعتقل أكثر من ألف شخص ولايزال بعض من ألقي القبض عليهم في السجون حتى اليوم. وقد ألقى سونغ هان ليانغ رئيس الحزب الشيوعي للمقاطعة تقريرا عن هذه الواقعة في اجتماع اللجنة المركزية لأعضاء الحزب الشيوعي الصيني لمقاطعة شينجيانغ ( تركستان الشرقية ) في 21 نيسان عام 1990.

وقال ناشطون إنه قد ساهم المستوطنون الصينيون من عرقية هان في ارتكاب هذه المجزرة

## ما بعد المجزرة
اتخذت السلطات الصينية على إثر هذا الحادث عدة إجراءات تم تنفيذها من تاريخ 16 سبتمبر 1990 م وتضمنت ما يلي:
أ ـ إجبار جميع أيمة المساجد على حمل تصاريح رسمية تمنح لهم على ضوء تقارير الجهات الأمنية التي تؤكد على مدى تعاونهم ومؤازرتهم لرجال السلطات والحزب الشيوعي، وتجدد لهم سنويا حسب التقارير التي ترفع عنهم.
ب ـ إرسال الأئمة ورجال الدين إلى معسكرات عمل لإعادة تأهيلهم وفق المبادئ الشيوعية وتعاليم السلطات الصينية في التعامل مع شؤون المسلمين الدينية والاجتماعية.
جـ - استدعاء رجال الدين إلى المراكز الأمنية والمباحث وإجبارهم على توقيع تعهدات بالامتناع عن تعليم أبناء المسلمين أحكام دينهم في المنازل أو في المساجد.
د ـ الاكتفاء بالمساجد القائمة بحجة أنها كثيرة وأنها تسبب إزعاجاً لسكان الأحياء الجديدة، وحظر استخدام مكبرات الصوت إلا في المساجد الرئيسة في المدن المفتوحة التي يتردد إليها السياح الأجانب، وأن يكون استخدامها لصلاة العيدين وصلاة الجمعة فقط؛ وقد أدت هذه الإجراءات إلى إيقاف بناء 235 مسجداً وإغلاق خمسين مدرسة في كاشغر فقط